# Нанкінський університет

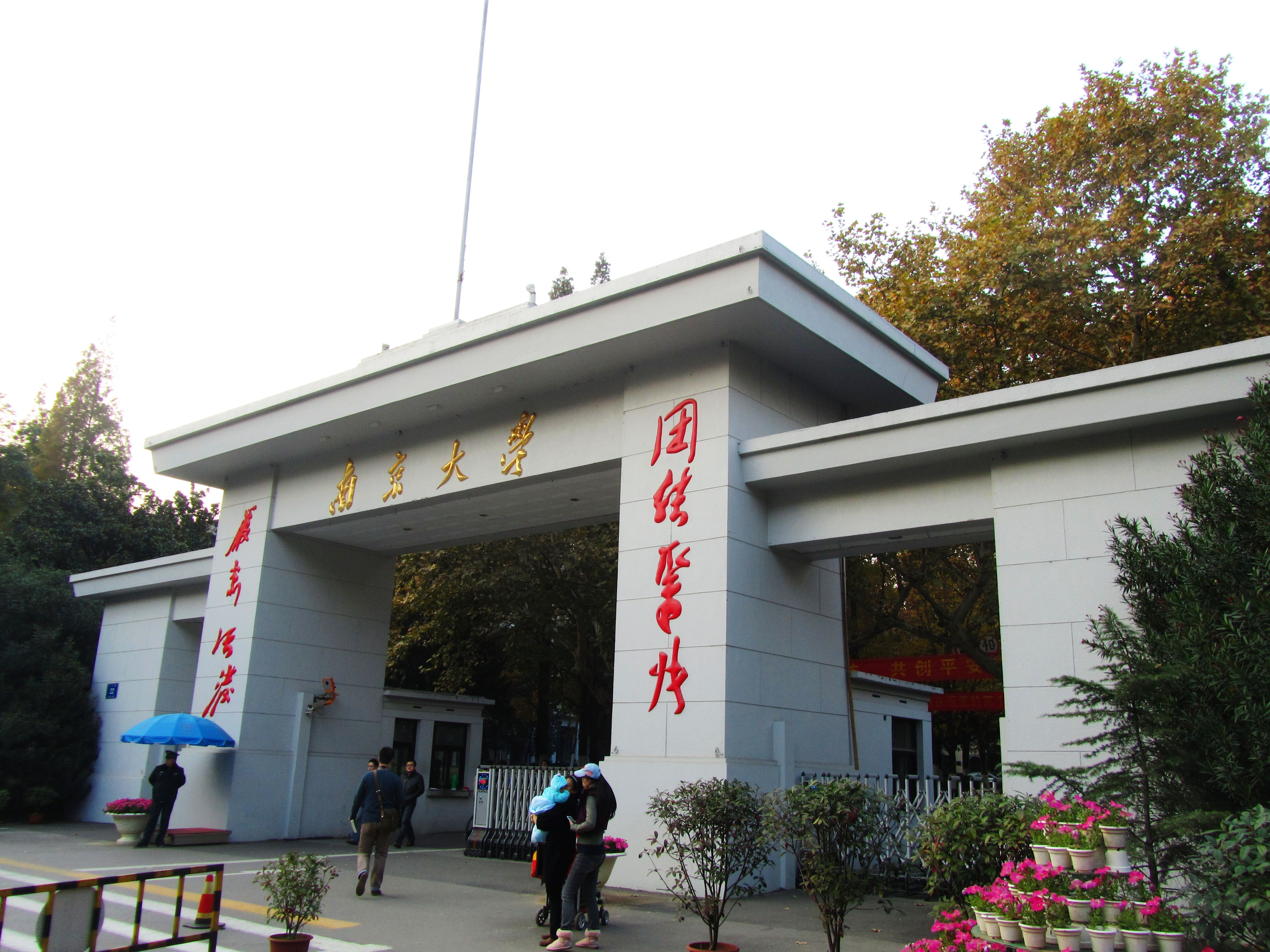
Головна брама університету

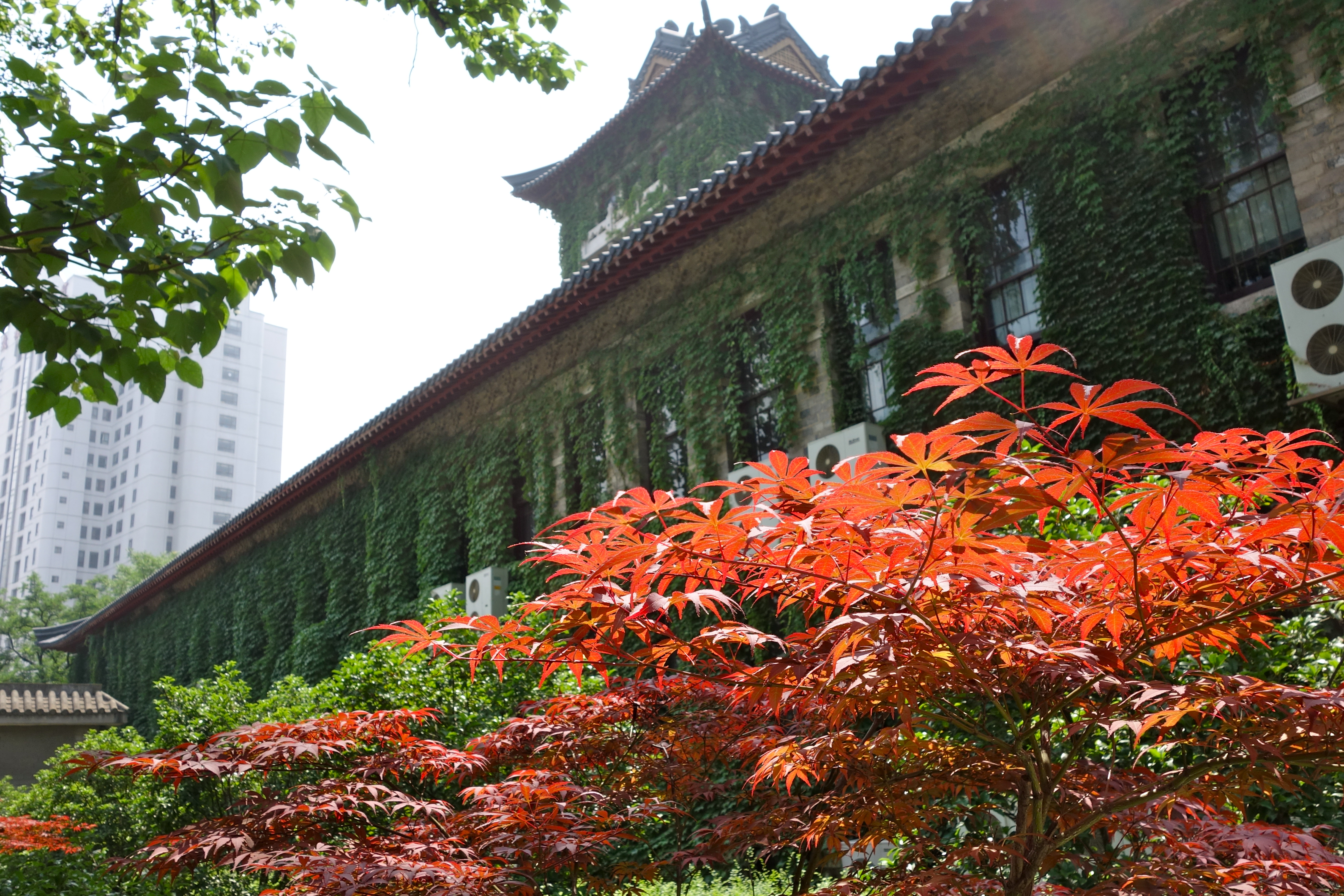
Одна з будівель університету

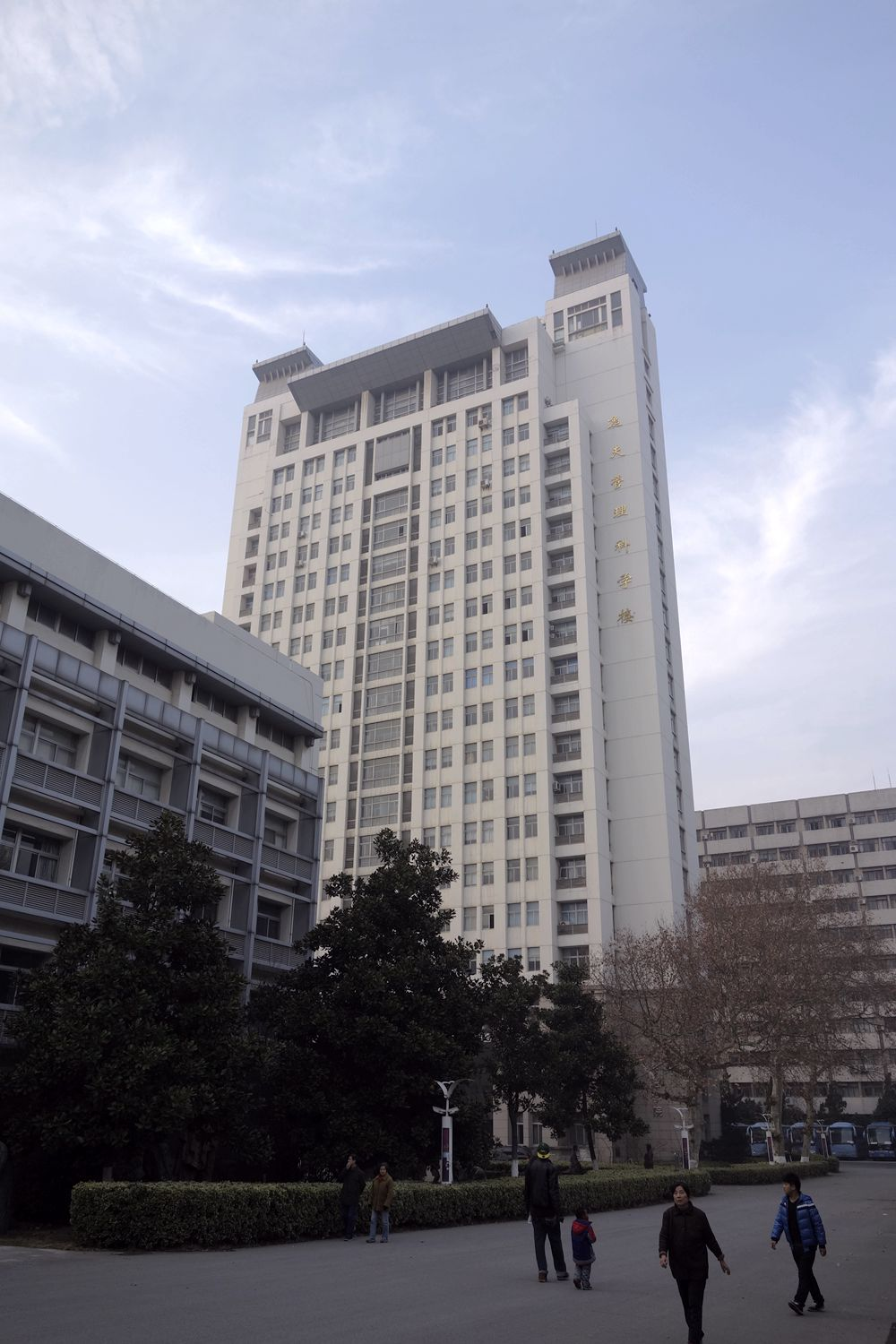
Школа управління

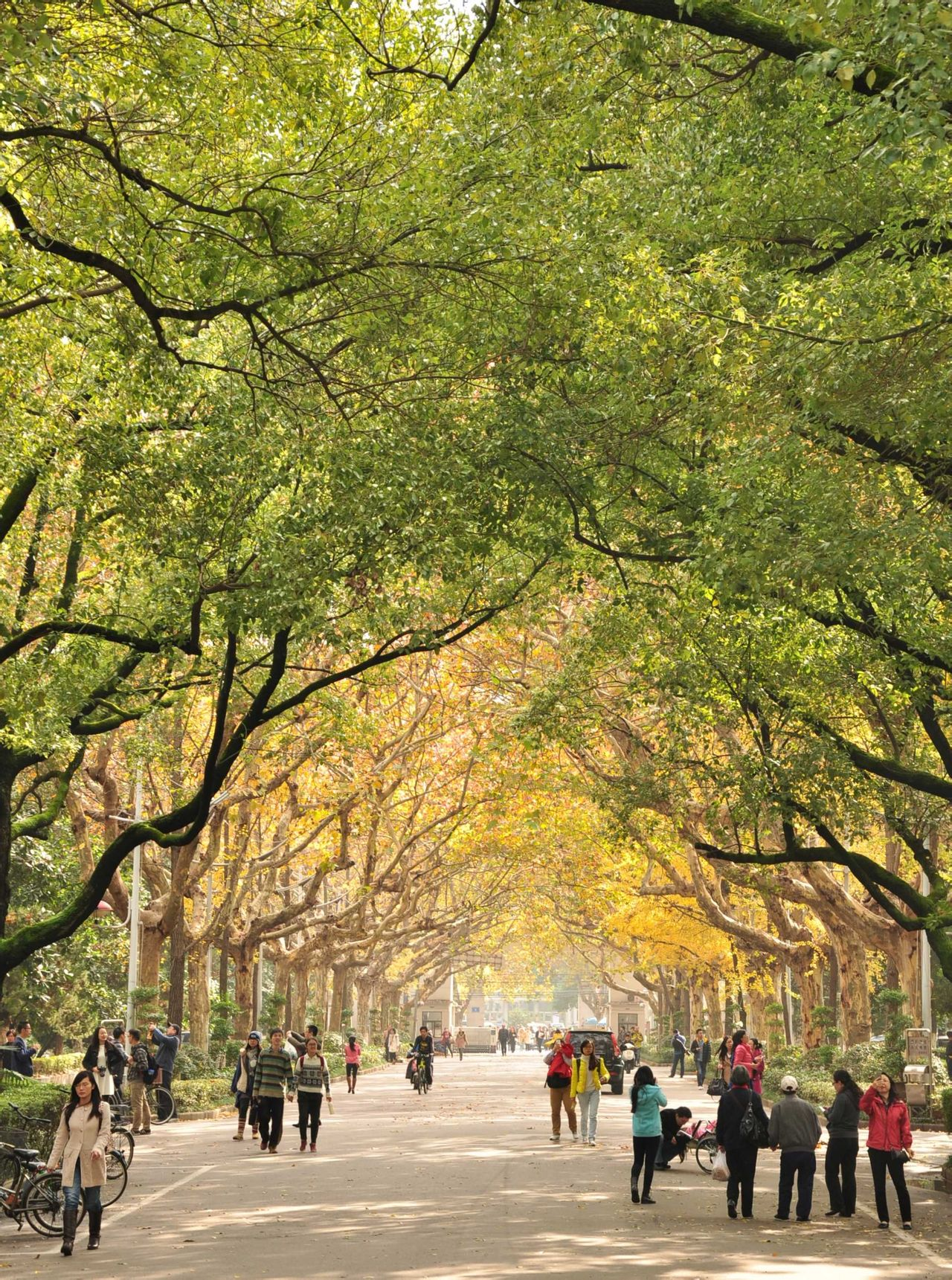
Кампус Гулоу восені

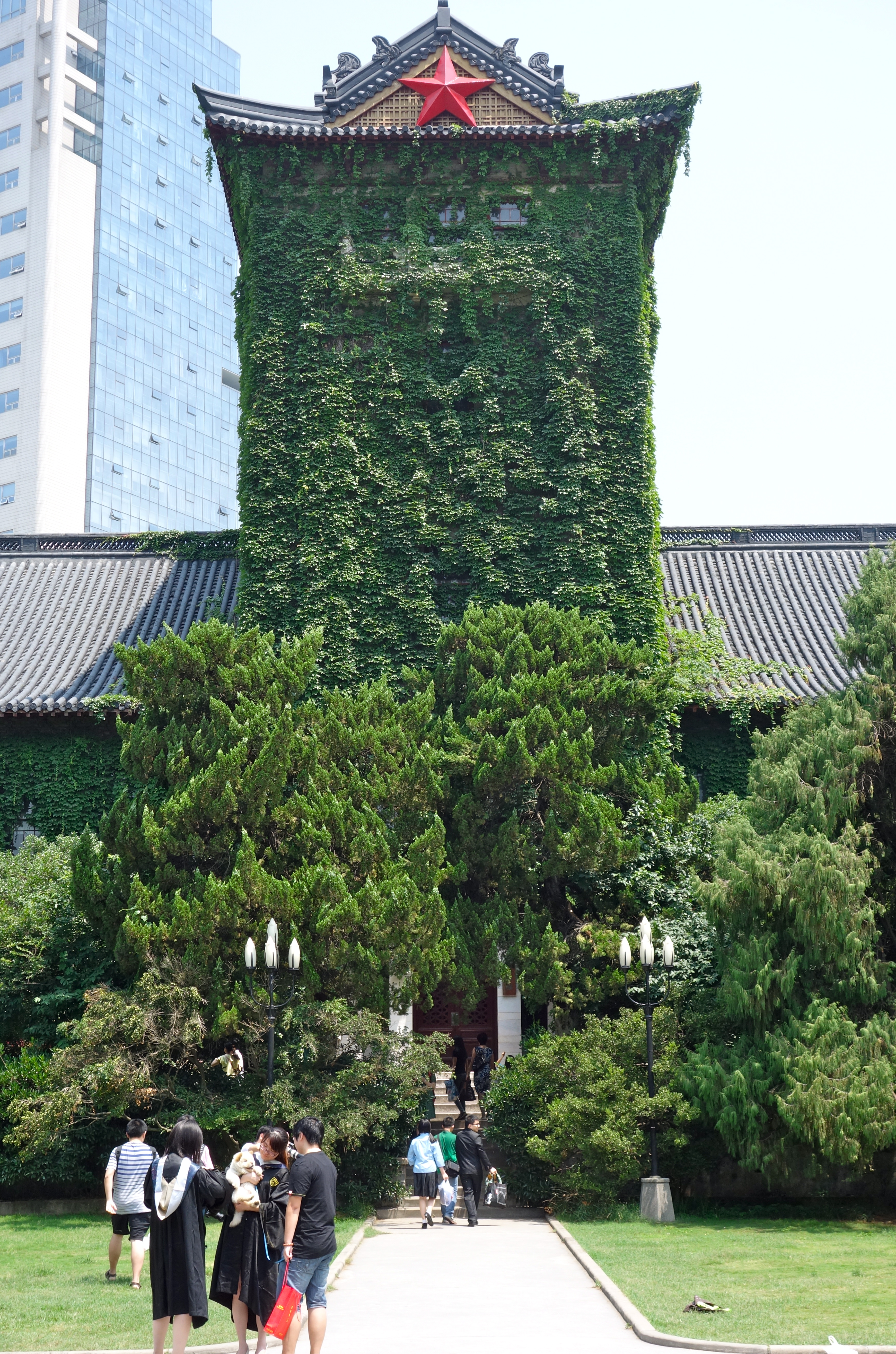

Нанкінський університе́т (кит.: 南京大学) — університет у місті Нанкін (провінція Цзянсу, КНР). Заснований 1902 року, один з найстаріших і найпрестижніших вишів країни.

## Історія
Нанкінський імператорський університет, попередник сучасного Нанкинского університету, був заснований в перший рік правління Юн'ань (258 рік) у Царстві Ву імператором Цзін-ді з метою навчання студентів конфуціанству і шести мистецтвам. Першим ректором університету був Вей Чжао. У перший рік правління Цзяньу (317 рік) кампус Тайхсуе був побудований в сьогоднішньому районі Фузімяо на березі річки Ціньхуай, і Нанкинський імператорський університет почав набирати студентів зі звичайних сімей, а не тільки з аристократичних.
470 року, під час правління династії Лю Сун, Імператорський центральний університет став установою, яка об'єднувала вищу освіту і дослідницьку роботу. Університет мав такі п'ять відділень: література, історія, вчення Конфуція, вчення Сюань і вчення Інь-Ян. Університетське містечко школи літератури і школи історії було розташоване на місці сучасного університетського містечка Гулоу в Нанкіні, на захід від гори Гулоу, а кампус був перенесений в сьогоднішній район Чаотіанського палацу. У той час, коли Ван Цзянь був ректором університету, викладачами університету працювали такі вчені, як Цзу Чунчжи, Ґе Хун, Ван Січжи, а серед учнів були такі фігури, як Сяо Даочен, імператор Південної Ці, який навчався в Школі конфуціанства і Чжун Жун, основоположник поетики, який закінчив відділення літератури.
937 року, коли кампус імператорського національного університету знову розташовувався в районі Фузімяо, вчений університету Лі Шандао заснував Національну школу Лушань за межами Нанкіна, яка мала назву «Академія Грот білого оленя», у роботі якої в різний час брали участь відомі вчені Чжу Сі, Лу Цзююань і Ван Янмін.
1381 року кампус імператорського університету був переміщений з району Нанкін-Фузімяо в район на південь від гори Квінтянь, у той час тут навчалося близько 10 000 студентів, а навколо університету розташовувалися інститути, в тому числі імператорський астрономічний інститут та імператорський медичний інститут. Імператорський університет складався з шести шкіл: трьох базових коледжів, двох середніх шкіл і однієї вищої школи. Навчання в університеті тривало 4 роки (півтора року на кожному з двох нижніх рівнів і один рік на останньому рівні), студенти вивчали конфуціанську класику, історію, літературу, математику, право, каліграфію, кінний спорт і стрільбу з лука і т. ін.
Енциклопедія Юнле була завершена в нанкінському імператорському університеті 1408 року після п'ятирічної роботи, у якій взяли участь 9169 вчених, відібраних з усієї країни, з яких 2180 були студентами університету. Видавничий дім імператорського університету був видавничим центром протягом сотень років. У Чен'ень і Коксінґа вчилися в університеті під час правління династії Мін.
У роки, коли Нанкін не був столицею Китаю, назву "Нанкінский імператорський університет" міняли на "Нанкінську академію".
1902 року був заснований Саньцзянський нормальний коледж з використанням досвіду японських вищих навчальних закладів як зразка з тим, щоб замінити традиційну китайську систему освіти Нанкінської академії на більш сучасну. Кампус університету був відкритий наступного року на південь від гори Цінтянь. 1906 року назва була змінена на Лянцзянський нормальний коледж, а новий ректор Лі Руйцін заснував перший факультет сучасного мистецтва в Китаї.
1915 року, після падіння династії Цін і створення Республіки Китай, була створена Нанькінская вища нормальна школа на основі колишньої Лянцзянської вищої нормальної школи, яка була закрита за три роки до цього в ході Синьхайской революції. Ректором школи був призначений Цзян Цянь. 1916 року в школі був створений перший факультет сучасної гімнастики (фізичного виховання) в Китаї.
1921 року було засновано Національний південно-східний університет, а 1923 року Нанкінська вища нормальна школа об'єдналася з ним. У червні 1927 року Національний південно-східний університет приєднав вісім державних шкіл у провінції Цзянсу і в лютому 1928 року був перейменований в Університет Цзянсу, а в травні 1928 року його було перейменовано в Національний центральний університет.
1949 року під час громадянської війни в Китаї центральний уряд Китайської Республіки відступив від Нанкіна, а Національний центральний університет був перейменований в Національний Нанкінський університет. З 1950 року університет має нинішню назву.

## Школи та факультети
- Школа ліберальних мистецтв (літературний коледж)
  - Китайська мова і лінгвістика; література; філологія; драматичне мистецтво
- Школа історії
  - Історія Китаю; всесвітня історія; археологія
- Філософський факультет
- Школа іноземних досліджень
  - англійська, російська; японська; французька; німецька; іспанська; корейська мови; міжнародний бізнес
- Школа управління
  - політика; державне управління; дипломатія і міжнародні відносини
- Юридичний факультет
- Школа соціальних наук
  - соціологія; соціальна робота і соціальна політика; психологія; антропологія
- Школа бізнесу
  - Школа управління: ділове адміністрування; людські ресурси; бухгалтерський облік; маркетинг і електронна комерція
  - Школа економіки: економіка; промислова економіка; міжнародна економіка і торгівля; фінанси
- Факультет управління інформацією
- Школа журналістики та комунікацій
- Факультет математики
- Школа фізики
  - фізика; сучасна фізика; фотоелектрика; акустична наука і техніка
- Школа астрономії та космічних наук
  - астрономія; космічні науки
- Школа хімії
  - хімія; хімічна інженерія; полімери
- Школа геофізики
  - Школа атмосферних наук: метеорологія; фізика атмосфери
  - Школа науки і техніки: науки про Землю; водні ресурси; геологія і інформаційні технології
  - Школа географії та океанології: земля, природні ресурси і туризм; науки про Землю; океанологія
- Школа біологічних наук
  - біологія; біохімія
- Школа медицини
  - клінічна медицина; стоматологія; медична наука; лабораторна медицина; охорона здоров'я
- Школа навколишнього середовища
- Школа архітектури та планування
  - архітектура; міське планування та дизайн
- Школа електроніки 
  - електроінженерія; мікроелектроніка і оптоелектроніка; інформаційна електроніка; комунікаційна техніка
- Факультет комп'ютерних наук і технологій; Інститут програмного забезпечення
  - Коледж інженерних і прикладних наук
  - енергетика; квантова електроніка і оптична техніка; біомедична інженерія
- Інститут освіти (Вища школа освіти)
- Інститут гімнастики
- Інститут мистецтв
- Інститут перспективних досліджень в галузі гуманітарних і соціальних наук
- Школа освіти в галузі фундаментальних наук
- Міжнародна школа
- Школа для іноземних студентів

## Відомі випускники
- Ву Цзяньсюн (1912—1997) — американський радіофізик китайського походження.
- Франсуа Чен (1929) — французький поет, прозаїк та каліграф китайського походження.
- Ю Чженьці — китайський дипломат